# Должностной знак

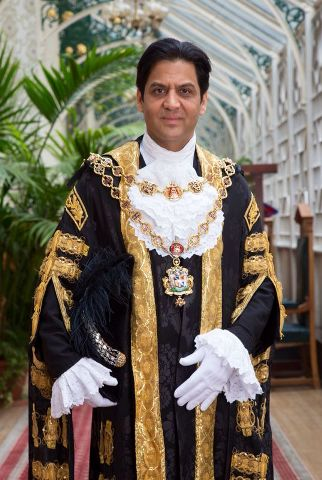
Лорд-мэр Бирмингема, Великобритания, в парадном одеянии с должностным знаком.

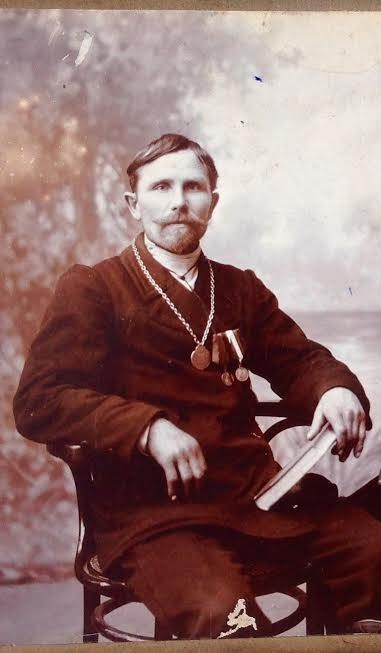
Волостной старшина в дореволюционной Российской империи с должностным знаком на шее и медалями.

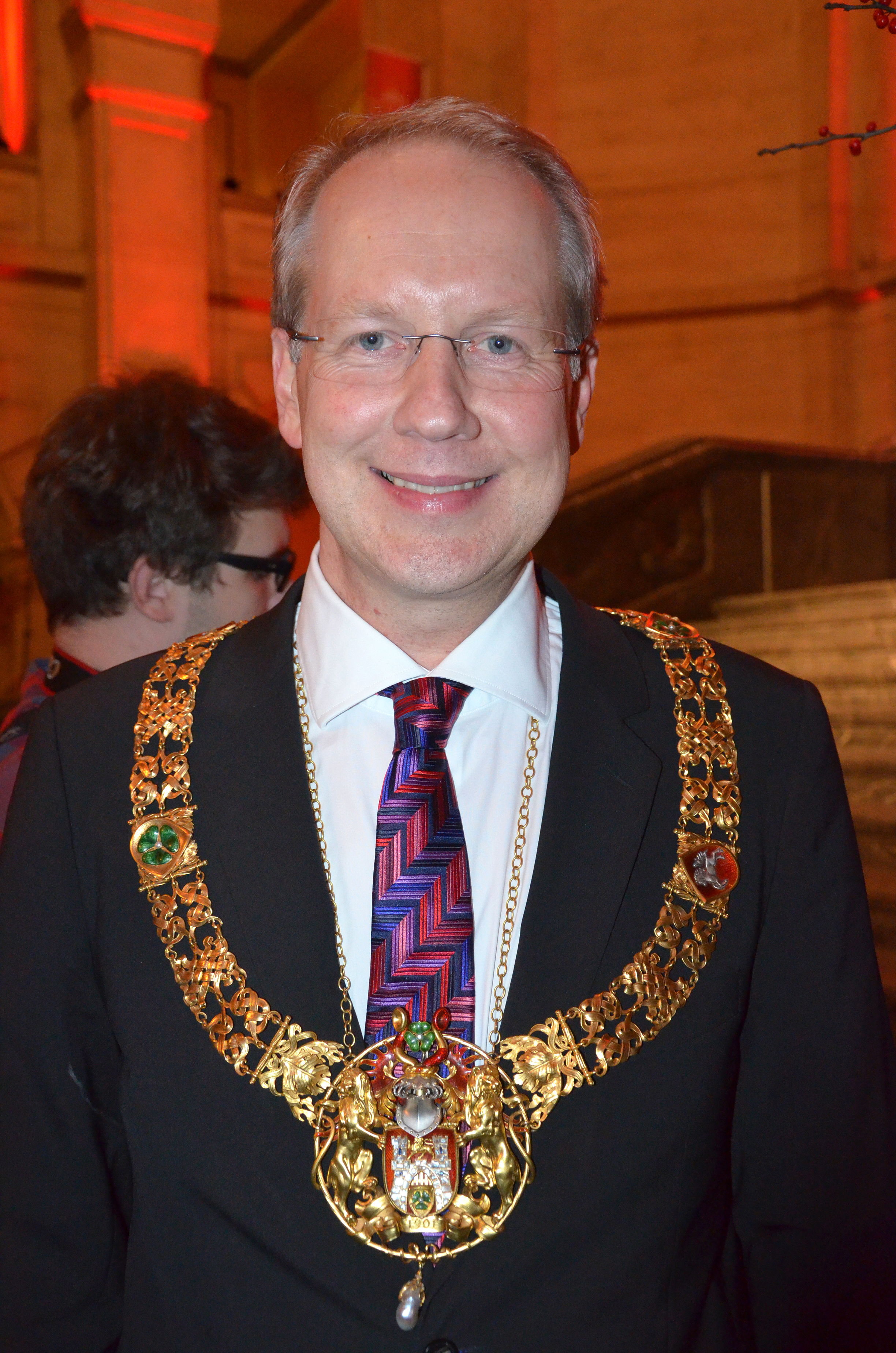
Мэр Ганновера, Германия, с должностным знаком.

Должностной знак — парадные инсигнии, обозначающие, что носящее их лицо занимает определённую должность, чаще всего гражданскую или придворную, реже военную. К должностным знакам в узком смысле слова не относятся регалии монархов (такие, как корона, держава, скипетр) и знаки различия, являющиеся непосредственной составной частью форменной одежды (в том числе, погоны и звёздочки на погонах, петлицы, кокарды). Историческими примерами должностных знаков являются церемониальная булава гетмана, маршальский жезл и маршальская звезда, камергерский ключ и фрейлинский шифр. 

## В Российской империи
В эпоху Александра II был официально введён целый ряд новых должностных знаков, многие из которых просуществовали вплоть до 1917 года:
- Должностные знаки для мировых посредников, волостных старшин, его помощников, заседателей волостных правлений и сельских старост (закон от 1 июня 1861 года, дополнение от 27 июля того же года).
- Нагрудные должностные знаки и бляхи для полевых и лесных сторожей, для полицейских служителей, для вольнонаемной прислуги округов путей сообщения и др. (1863 и последующие годы).
- Должностные знаки для мировых судей, судебных приставов и присяжных поверенных (1865)
- Должностные знаки для начальников межевых партий (1870)
- В 1871 году последовал указ, об учреждении должностных знаков для лиц, служащих по городскому общественному управлению. Позже, в ст. 126 Городового положения 1892 года было дополнительно разъяснено, что «городские головы, их товарищи и помощники, члены городской управы, участковые попечители, члены исполнительных комиссий и торговых депутаций, а равно чины торговой и хозяйственной полиции, назначаемые управой, носят присвоенные им знаки как при отправлении своих служебных обязанностей, так и в торжественных случаях».
- Нагрудные должностные знаки для статс-секретарей Его Величества.
- Законом 1 января 1879 г. непременным членам уездных по крестьянским делам присутствий присвоен такой же знак, как и мировым посредникам.
- В 1889 году были введены должностные знаки земских начальников и волостных судей. Для городских судей должностной знак не был утвержден в установленном порядке, но на практике городские судьи нередко носили знак, сходный со знаком земского начальника.
- Должностные знаки для  станичных судей и почетных судей в казачьих войсках (1891).
- Кроме того, должностные знаки носили торговые депутаты Варшавы и Лодзи; лавники и гминные судьи (с 1876 года), судебные рассыльные и члены комитета нижегородской речной полиции (с 1883 года).

Все эти должностные знаки, в основном, имели вид либо металлических значков, носившихся на груди, либо цепей с подвеской, носившихся на шее.

## В Российской Федерации
В современной России мэры некоторых городов и главы некоторых субъектов федерации имеют положенный им по регламенту должностной знак. Так, например, парадный должностной знак губернатора Рязанской области представляет собой медальон на цепи сложной формы, надеваемый губернатором во время инаугурации, а также в любых торжественных случаях. В менее торжественных случаях может носиться фрачный (нагрудный) знак. В Ростове-на-Дону мэр города в торжественных случаях имеет право использовать должностной знак, восходящий к нагрудному знаку дореволюционного городского головы. Он представляет собой стилизованный картуш овальной формы, в центре которого на аверсе изображён герб города с надписью по верхнему краю: «Ростов-на-Дону», в нижней части: «Мэр города». На реверсе знака надпись: «19 апреля 1996 года. Принятие Устава города. Установление должности мэра города»

## В других странах
Должностной знак мэра города в виде медальона на цепи сложной формы широко распространён в Великобритании, Канаде, Новой Зеландии и Австралии, а также в Германии, Нидерландах и Норвегии. Одним из самых известных примеров является лорд-мэр Лондона, так как должностной знак для этой должности, в виде цепи из золота с медальоном, украшенным драгоценными камнями, передаётся от одного лорда-мэра к следующему с 1545 года.